# Evelix
Evelix (Schots-Gaelisch: Èibhleag) is een dorp in de buurt van Dornoch in de Schotse lieutenancy Sutherland in het raadsgebied Highland.

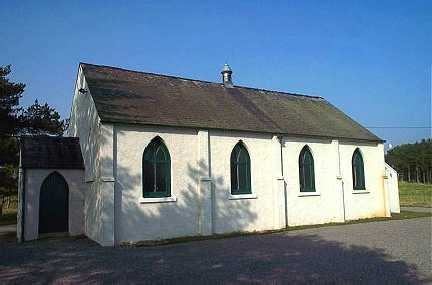
Free Presbyterian church in Evelix